# 奎香苗族彝族乡
奎香苗族彝族乡是中华人民共和国云南省昭通市彝良县下辖的一个民族乡。

## 行政区划
奎香苗族彝族乡下辖以下村级行政区划单位：
奎阳村、坪地村、松林村、寸田村、黑拉村、安乐村、仙马村和吉塘村。